# Діна Ашер-Сміт
Діна Ешер-Сміт (англ. Dina Asher-Smith, нар. 4 грудня 1995) — британська легкоатлетка, яка спеціалізується в спринті, призерка Олімпійських ігор (2016), багаторазова чемпіонка та призерка світових та континентальних першостей у спринтерських дисциплінах, рекордсменка Великої Британії.
Ешер-Сміт поєднує заняття спортом із навчання у Лондонському Кінгс-коледжі, де опановує історію.
У 2015 році стала першою британкою, яка вибігла стометрівку з 11 секунд. Володарка британських рекордів на дистанціях 100 та 200 метрів.
Бронзову олімпійську нагороду здобула на Олімпіаді в Ріо в складі британської естафетної четвірки.
Особисту золоту медаль чемпіонки Європи завоювала на дистанції 200 метрів на амстердамському чемпіонаті 2016 року.
На чемпіонаті світу-2019 здобула три нагороди: «золото» у бігу на 200 метрів та срібні медалі в бігу на 100 метрів та в естафеті 4×100 метрів.

## Виступи на Олімпіадах
| Олімпіада | Дисципліна   | Місце |
| --------- | ------------ | ----- |
| 2016 Ріо  | 200 метрів   | 5     |
| 2016 Ріо  | 4×100 метрів | 3     |